# Parc Jean-Moulin – Les Guilands
Der Parc Jean-Moulin – Les Guilands ist ein Park in den Städten Bagnolet und Montreuil (beide im Westen an Paris angrenzend) im Département Seine-Saint-Denis. Der Park zählt jährlich 1,8 Millionen Besucher. Ursprünglich bestand der Park aus zwei verschiedenen Parks – Jean-Moulin und Les Guilands –, die zusammengelegt wurden.

## Lage
Der Parc Jean-Moulin – Les Guilands ist insgesamt 26 Hektar groß. Er liegt in zwei Gemeinden: Der nördliche Teil liegt in der Gemeinde Bagnolet, der südliche in Montreuil. Der Park verfügt über insgesamt sechs Zugänge, jeweils drei in Bagnolet und Montreuil. Die nächstgelegene Métrostation ist Gallieni.

## Geschichte
Auf dem Gelände des heutigen Parks wurde bereits im 17. Jahrhundert Gips abgebaut. 1865 wurde ein erster Gipssteinbruch errichtet. Anfang des 20. Jahrhunderts wurden täglich 60 Tonnen Gips und 20.000 Ziegel auf dem Gelände von 250 Arbeitern produziert. Aus dem Gips wurden unter anderem zahlreiche Häuser im Haussmann-Stil in ganz Paris errichtet. Der Gipsabbau endete 1921 nach zahlreichen Unfällen und darauffolgenden Streiks.
1946 wurde in den ehemaligen Steinbrüchen eine Motocross-Strecke eingerichtet. Diese Strecke wurde in den frühen 1950er Jahren für internationale Wettbewerbe benutzt. In den 1960er Jahren begann der Bau der Autoroute A3 durch das Gebiet der Steinbrüche. Bei den Bauarbeiten wurden die alten Steinbrüche teilweise aufgeschüttet. 1969 wurde diese Autoroute eröffnet.
Nach dem Bau der Autoroute sollten die naheliegenden Wohnviertel vor Lärm geschützt werden. Daher wurde der Park Jean-Moulin in Bagnolet angelegt. Zeitgleich wurden im Süden Les Guilands von der Gemeinde Montreuil vor Bebauung geschützt. Der südliche Teil lag in den folgenden Jahren brach, beide Areale wurden kaum benutzt. Daher wurde im Mai 2001 beschlossen, beide Areale zu einem Park zu vereinen und neu zu gestalten.
2001 begannen die Bauarbeiten am Park, den die Agentur von Michel Pena gestaltet hatte. Im Juni 2007 wurde er feierlich eröffnet.
2011 wurde im Park ein pädagogischer Garten mit 1.300 m² Fläche eröffnet. In diesem Garten werden verschiedene Nutzpflanzen angepflanzt. Schulklassen und andere Gruppen können den Garten besuchen.
Im Park wurde im Juli 2016 ein Gebäude (Maison du parc) eröffnet, in dem seitdem verschiedene Veranstaltungen wie Feste stattfinden.

## Gestaltung
Am Zugang durch die Rue Robespierre in Bagnolet befindet sich A la santé de la Révolution, ein Denkmal des Künstlers Jean Ipoustéguy an die Französische Revolution. Es wurde zur Feier von 200 Jahren Revolution im Jahr 1989 errichtet und besteht aus drei pyramidenförmigen Bronzeteilen. Nachts wird das Denkmal beleuchtet.
Im Mittelpunkt des Parks befindet sich neben dem Maison du parc eine 600 m lange Brücke (La grande Traverse), die beide Parks verbindet. Diese Brücke ist fast vollständig mit Wiese bedeckt.
Im Park befindet sich außerdem ein Sportplatz mit Laufbahn und Fußballfeld sowie ein künstlicher Wasserfall.

## Natura 2000
Im Park befinden sich einige natürlich belassene Flächen und ein Teich. Der Park ist Teil des „Natura 2000 in Seine-Saint-Denis“-Netzwerks.
Im nördlichen und südlichen Teils des Parks befinden sich Wälder, in denen verschiedene Meisen wie die Blaumeise und andere Vögel wie Sommergoldhähnchen und Kleinspechte brüten. Im Park verteilt befinden sich außerdem Brachflächen für Insekten und Vögel.
Ein Teich soll Amphibien anlocken und Insekten einen Brutplatz bieten.

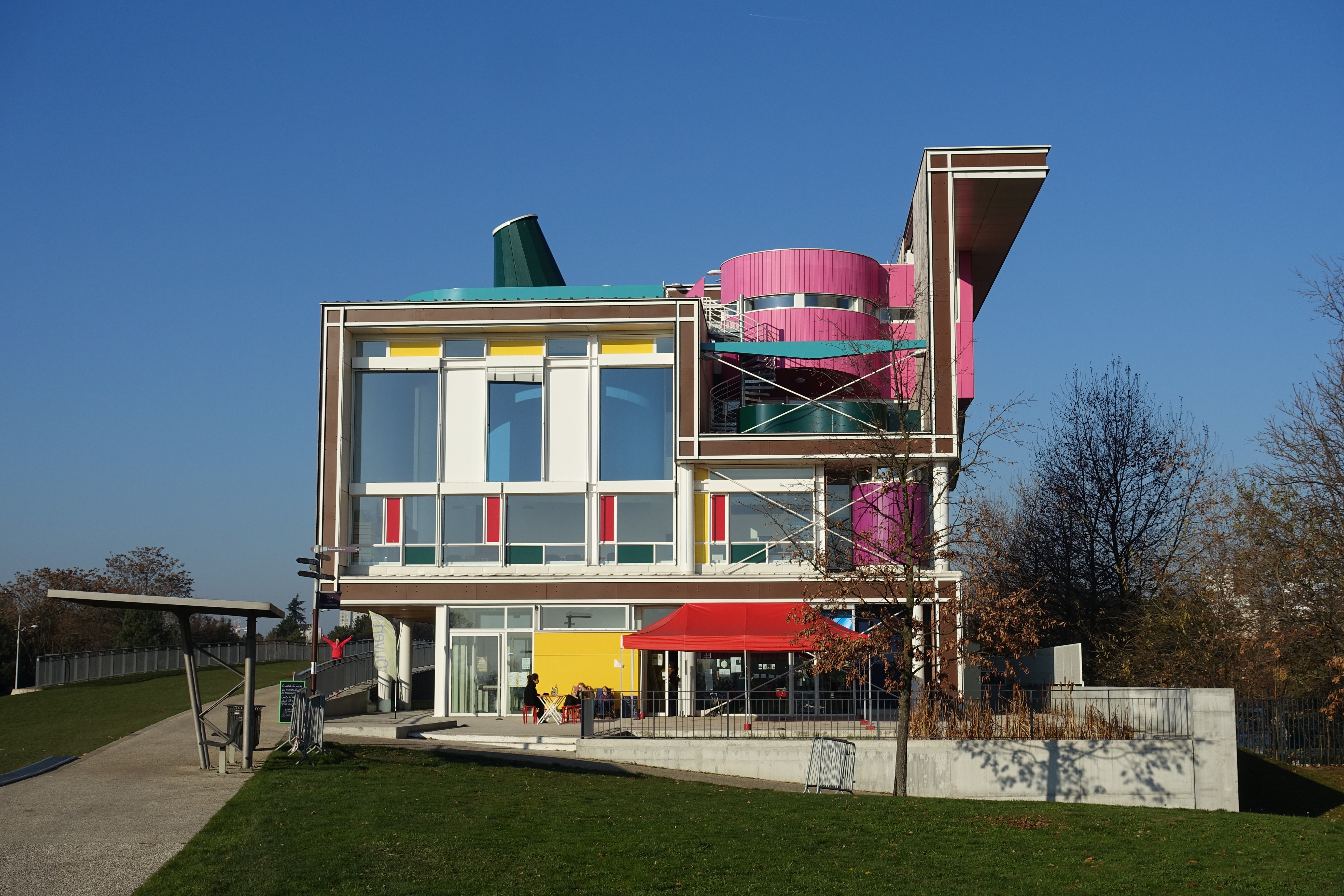
Maison du parc
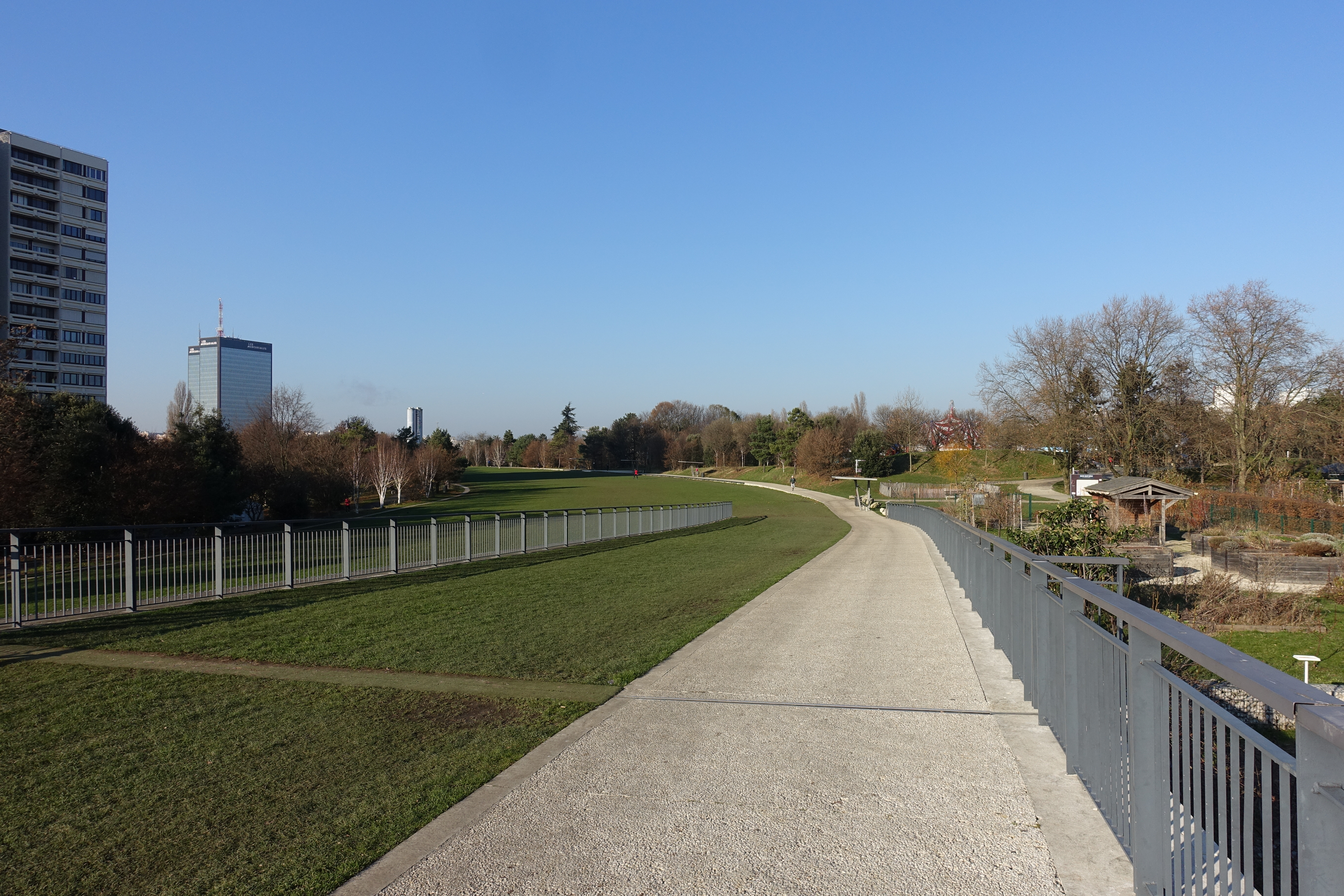
La grande Traverse
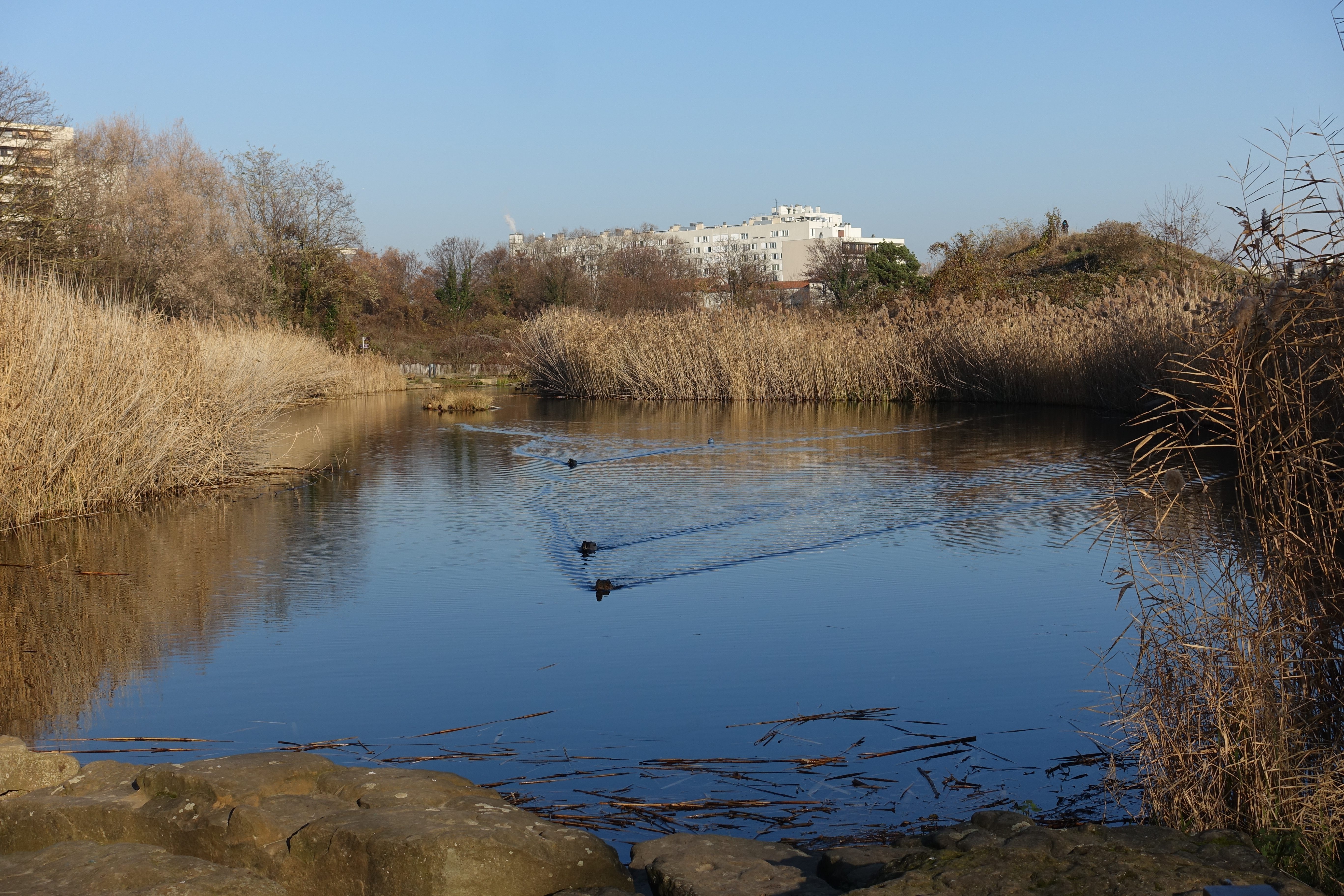
Teich
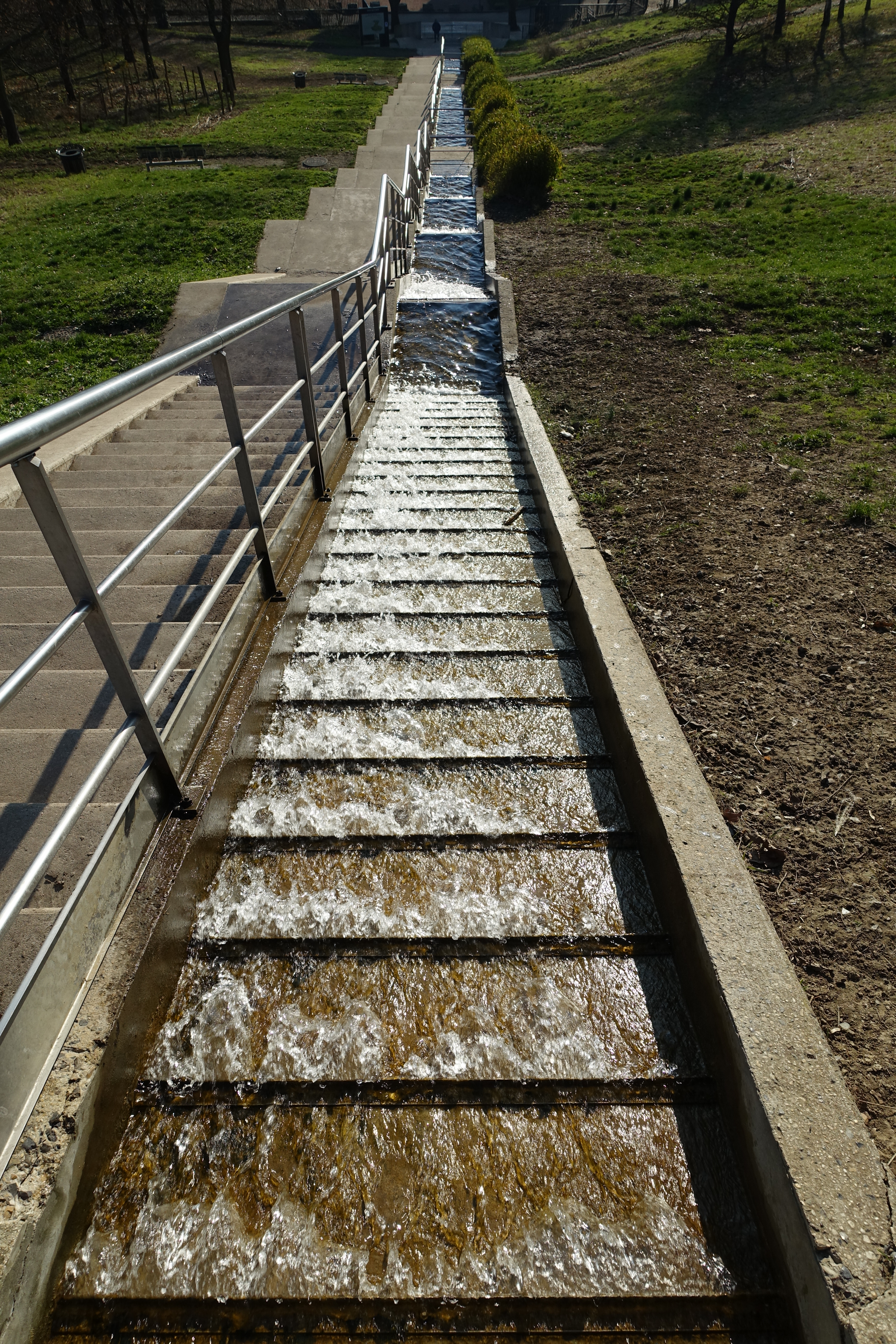
Wasserfall
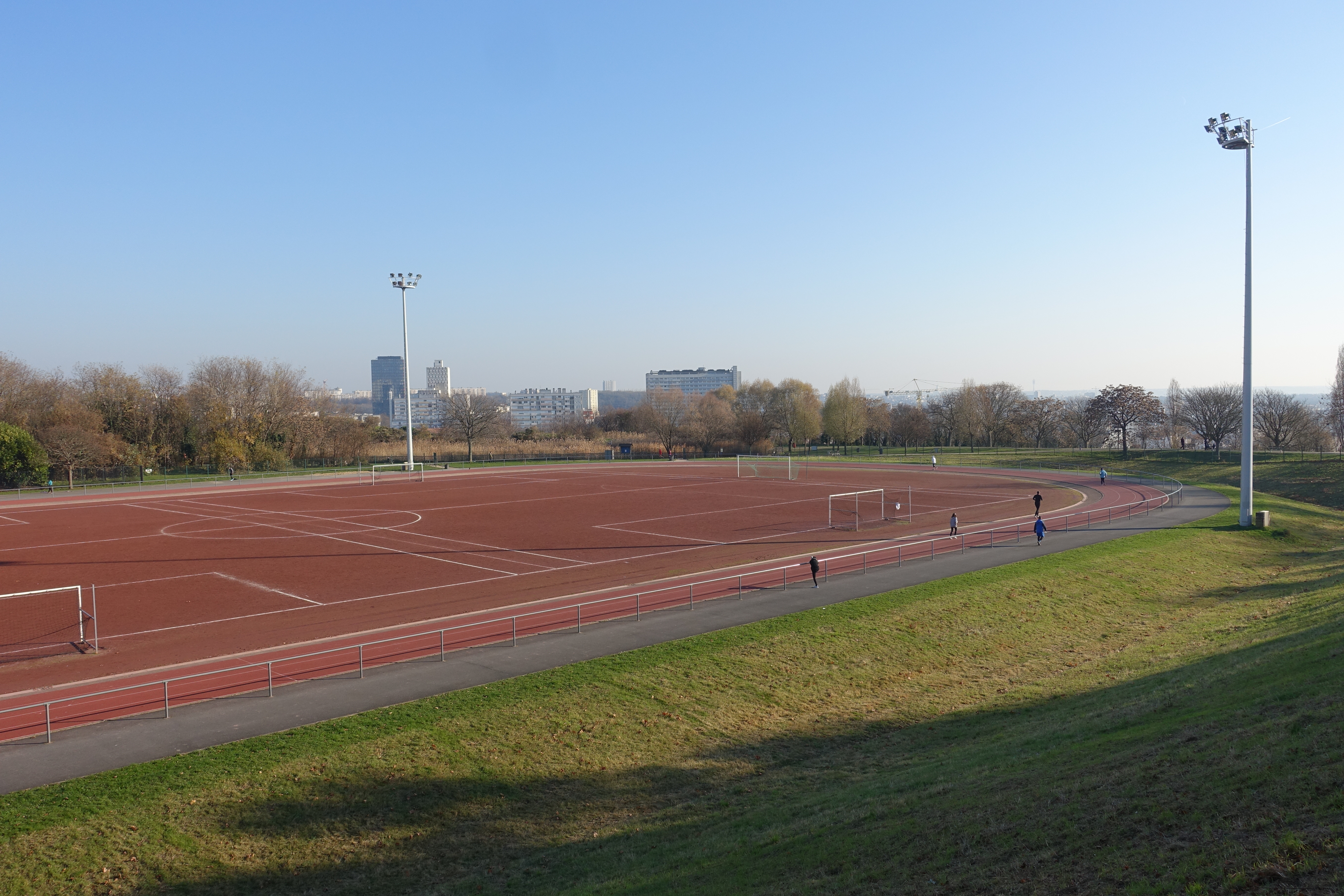
Laufbahn und Fußballfeld